# Рудольф Гокленіус
Рудольф Гокленіус (Ґокленіус; Rudolf Goclenius; 1 березня 1547, Корбах, Вальдек, Священна Римська імперія — 8 червня 1628, Марбург, Гессен-Кассель, Священна Римська імперія) — представник пізньої протестантської неосхоластики, послідовник вчення Філіпа Меланхтона.
Навчався в Марбурзі, де отримав ступінь доктора медицини, 1601; доктора фізики, 1608; доктора математики, 1612.
Відомий тим, що запропонував в науковому обігу термін «психологія» (1590), використаний в подальшому його учнем Оттоном Касманом (1594).
Створив «Філософський словник» (Lexicon philosophicum, quo tanquam clave philisophiae fores aperiunter. Fransofurti, 1613), в якому вперше дав визначення таких понять, як «онтологія», «антиномія».